# Ivka Marušić
Ivka Marušić (Lovran, 1896. − ?) je bila hrvatska prosvjetna djelatnica, katolička kulturna djelatnica i novinarka. Istaknuta pripadnica Hrvatskog katoličkog pokreta. Članica ženske sekcije Hrvatskog katoličkog seniorata i HKAD Domagoja. Po struci je bila učiteljica. 

## Životopis
Rodila se je u Lovranu 1896. godine. U Zagrebu završila ženski licej. Predavala je u Zagrebu na djevojačkoj školi. Surađivala je s časopisima Anđelom čuvarom, Obitelj i Mladosti.